# Marxa de Resistència La Llopa
La Marxa de Resistència La Llopa és una caminada de resistència no competitiva per camins de muntanya de Calella i el Montnegre, de caràcter individual, organitzada des de l'any 2014 per l'Associació Calella-Marxa, que forma part del Circuit Català de Caminades de Resistència (CCCR) de la Federació d'Entitats Excursionistes de Catalunya (FEEC).
La Marxa de Resistència La Llopa, que rep el nom de la llegenda de la "Llopa de Calella", disposa de dues versions, la tradicional de 54 quilòmetres, que té per objectiu efectuar el seu recorregut en menys de 15 hores, i la "Llopa Petita", de 34 quilòmetres. El seu recorregut comença sortint del mar, i ressegueix tots els llocs emblemàtics del Montnegre passant per bells indrets com el Turó de la Punta de Garbí, Sant Andreu, Can Pallofa, Quatre Camins, el camí de les Costers, Hortsavinyà, el Rocatell, Sant Martí de Montnegre, el Turó Gros, Santa Maria del Montnegre, el Bitllador, Tres Termes, les Torrenteres, l'Era d'en Mora, Turó de les Guilles, Puig de Popa, el Far de Calella i les Torretes.